# برونو سيلفا (مقاتل)
برونو أرودا دا سيلفا (بالإنجليزية: Bruno Arruda da Silv؛ مواليد 13 يوليو 1989) هو مُقاتل فنون قتالية مختلطة برازيلي.

## وصلات خارجية
- برونو سيلفا (مقاتل) على موقع يو إف سي (الإنجليزية)
- برونو سيلفا (مقاتل) على موقع شيردوغ (الإنجليزية)
- برونو سيلفا (مقاتل) على موقع شيردوغ (الإنجليزية)
- برونو سيلفا (مقاتل) على موقع Tapology.com (الإنجليزية)
- برونو سيلفا (مقاتل) على موقع Tapology.com (الإنجليزية)